# Anafi
Anafi (chiamata in italiano anche Nanfio, in greco Ανάφη?, in greco antico: Ἀνάφη?, Anáphe) è un'isola greca appartenente all'arcipelago delle Cicladi di 294 abitanti. Insieme ad un'altra isoletta forma un omonimo comune appartenente alla regione dell'Egeo Meridionale. L'isola si trova nell'Egeo sud-orientale, a est dell'isola di Santorini.

## Etimologia
Il nome dell'isola significherebbe "assenza di serpenti" e deriverebbe da ἀν-ὄφις, letteralmente "senza-serpente". Secondo Apollonio Rodio invece, il nome deriva dalla parola greca ἀναφαίνω (anapháino, "far apparire") e che va collegata con il mito degli Argonauti, i quali furono minacciati da una tempesta sulla rotta del ritorno. Apollo intervenne in loro aiuto soffiando e facendo apparire l'isola che offrì loro un riparo sicuro. Secondo la tradizione l'isola era chiamata anticamente Membliaro, dal nome di un figlio di Cadmo venuto nell'isola in cerca di Europa.

## Storia

### Antichità

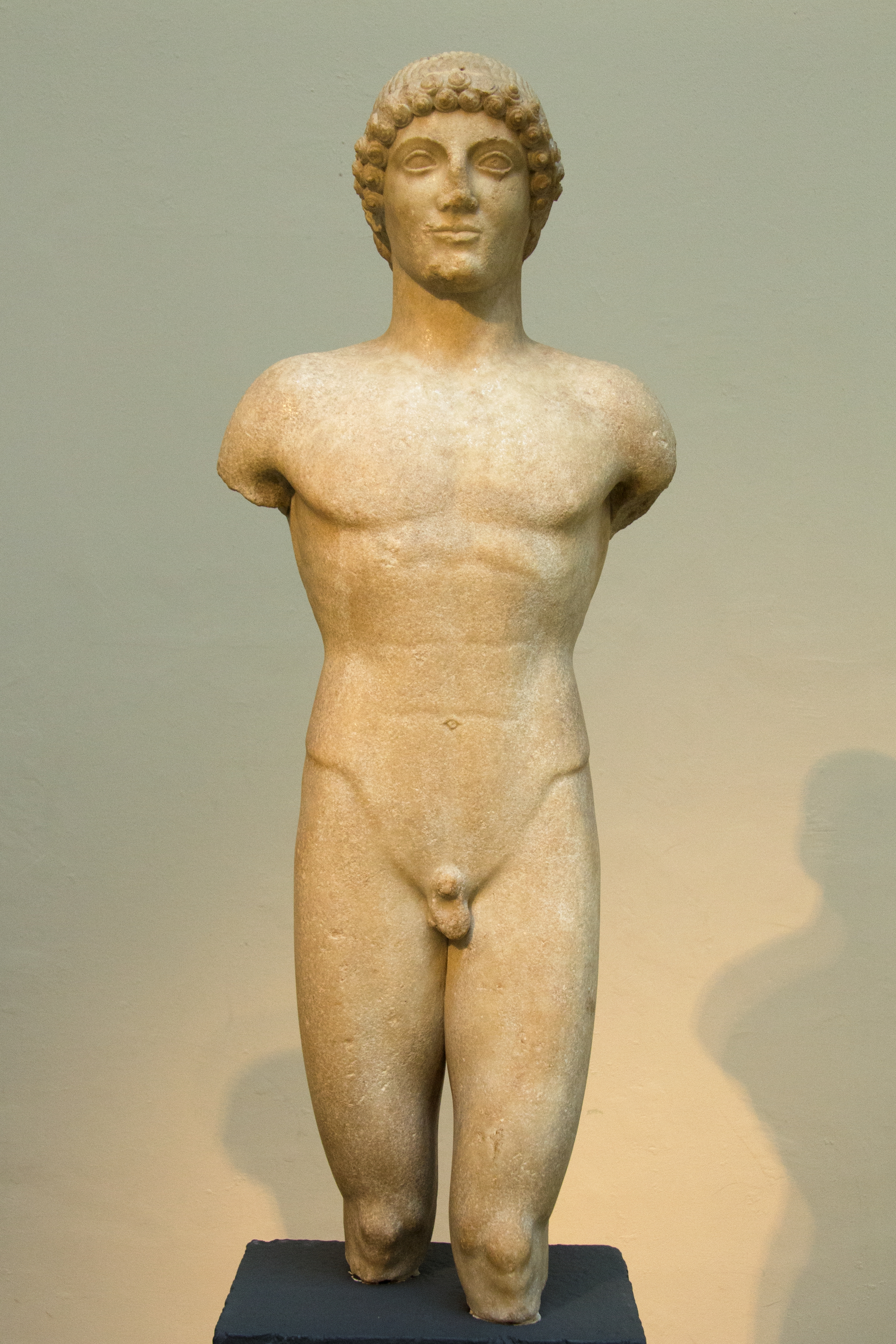
Kouros risalente al 510-500 a.C. e proveniente da Anafi, conservato al British Museum

Nonostante le ridotte dimensioni, Anafi possiede numerosi siti archeologici interessanti. Presso il monastero di Panagia Kalamiotisa sono visibili le rovine di un tempio in onore di Apollo Egleto, costruito secondo la tradizione dagli Argonauti; alcune delle iscrizioni rinvenute sull'isola parlano di un Apollo "Asgelato", menzionato solo qui; alcuni studiosi ritengono che questo nome sia una variante del più comune Aigletes (αἰγλητής, "splendente"). Nonostante ciò Burkert collega questo epiteto alla divinità sumera della guarigione e al figlio di Apollo, Asclepio. Nell'antichità erano venerati sull'isola anche Afrodite, Zeus Ctesio, Iside e Serapide. Sono presenti dei resti archeologici anche a Kasteli e il materiale rinvenuto, per lo più statue, si trova ora al Museo Archeologico di Chora, il capoluogo dell'isola. Nel periodo romano l'isola venne usata come luogo di esilio. A sud dell'isola sono state rinvenute delle costruzioni sommerse di un antico porticciolo.

### Medioevo
Dopo la quarta crociata, nel 1204, quando le Cicladi vennero conquistate dai Veneziani, Anafi fu donata da Marco I Sanudo a Leonardo Foscolo. Alla fine degli anni '70 del XIII secolo l'isola fu riconquistata dall'Impero Bizantino grazie a Licario e ad un altro dissidente italiano, Giovanni de lo Cavo, nativo di Anafi, che succedette a Licario nella carica di ammiraglio imperiale nell'Egeo. Nel 1307 l'isola fu catturata da Januli Gozzadini, bolognese, che si stabilì sull'isola in qualità di principe indipendente. Molto più tardi il governatore di Anafi, Guglielmo Crispo (1390-1463), divenne il reggente del Ducato dell'Arcipelago lasciando l'isola sotto il controllo della figlia Fiorenza. Guglielmo fece costruire le fortificazioni di Anafi (l'attuale kastro) e una fortezza, a volte chiamata "Gibitroli", sul monte Kalamos.

### Età moderna
Nel 1481 l'isola fu ceduta in dote alla famiglia Pisani. Essi la governarono fino al 1537, quando l'ammiraglio ottomano Hayreddin Barbarossa la attaccò e imprigionò tutti gli abitanti rendendoli schiavi. L'isola fu riabitata e nel Settecento, in cambio di 500 corone, ottenne dagli Ottomani alcuni privilegi; Anafi allora venne lasciata a sé stessa eccetto che per l'annuale visita della flotta imperiale che veniva a riscuotere le tasse. L'isola fu visitata nel 1700 da Joseph Pitton de Tournefort, botanico della corte francese. Egli descrive il monte Kalamos come "una delle più favolose rocce che ci sono al mondo". Alcuni dei resti antichi dell'isola vennero acquistati da antiquari francesi e britannici; una statua ellenistica da Kastelli, che raffigurava una donna che reggeva una coppa di incenso, è conservata al museo dell'Ermitage a San Pietroburgo.
Durante la guerra russo-turca del 1768-1774 l'isola fu utilizzata come base dalla flotta russa comandata da Aleksej Orlov per gli ultimi quattro anni di guerra.

### Età contemporanea
Nella guerra di indipendenza greca l'isola mandò due caicchi per aiutare i ribelli. Molti uomini lasciarono l'isola per l'ampliamento della città di Atene formando consistenti flussi migratori permanenti o stagionali. Gli abitanti di Anafi costruirono abitazioni per sé sui pendii dell'Acropoli, in un'area conosciuta tuttora come Anafiotika.
L'isola fu usata come luogo di confino per criminali e dissidenti politici dal 1920 in poi. Il turismo si sviluppò a partire dagli anni Settanta, specialmente dopo la costruzione di un generatore elettrico nel 1974, e iniziarono dei lavori per l'ampliamento del porto. La costruzione di strade asfaltate dal 1987 in poi non solo incoraggiò il turismo ma rinvigorì anche le attività agricole dell'isola.

## Geografia fisica

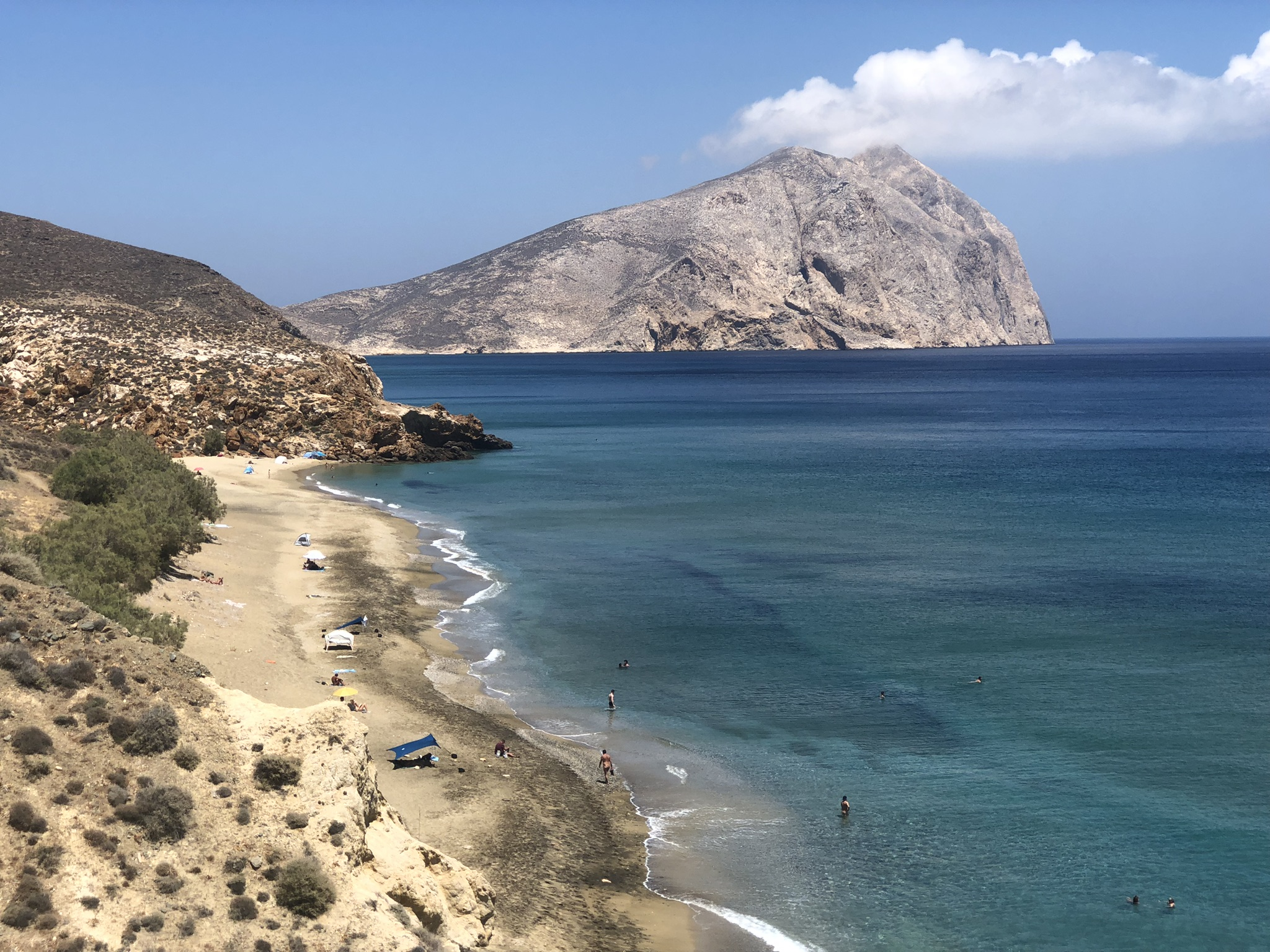
Veduta del monte Kalamos e della spiaggia di Roukounas

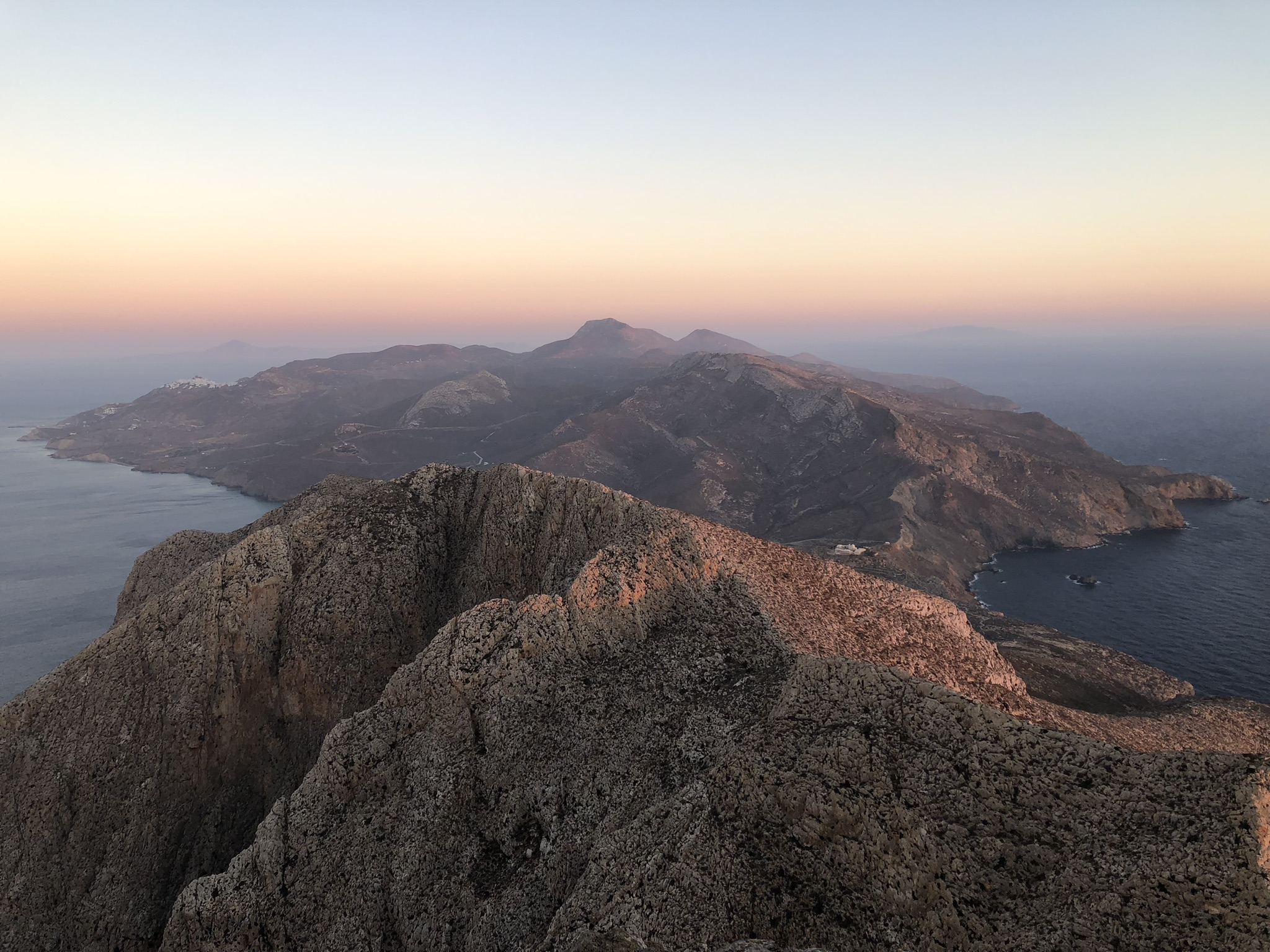
Veduta di Anafi dalla cima del monte Kalamos

L'isola, insieme alla vicina Santorini, era considerata nell'antichità appartenente all'arcipelago delle Sporadi; fu annoverata tra le Cicladi solo nel tardo Medioevo.
Anafi ha una forma grosso modo triangolare e ha un territorio di 40,37 km2, con una lunghezza massima di 12 km e una larghezza massima di 6 km; il punto più alto dell'isola, il monte Sant'Elia, misura 582 m. Il territorio di Anafi si presta molto bene al trekking, come dimostrano le numerose pubblicazioni di guide relative a percorsi per escursionisti. All'estremità orientale dell'isola sorge una penisola dominata dal monolitico monte Kalamos, che misura 420 m di altezza.
Un sondaggio geologico dell'isola effettuato nel 1870 ha rinvenuto depositi di calamina e di argilla. Più recentemente sono stati effettuati studi sui detriti vulcanici depositatisi sull'isola in seguito alle eruzioni vulcaniche di Santorini. L'isola è arida e collinosa, coltivata solamente a grano e olio, mentre l'apicoltura dà miele e cera; sono presenti numerose pernici, secondo la tradizione portate qui dalla terraferma e moltiplicatesi così velocemente da costringere quasi gli isolani ad abbandonare l'isola. Le coste sono orlate da scogli e secche e in prossimità dell'isola sorgono alcuni isolotti minori, tra cui Pacheia (225 m di altezza) e Makronesi (128 m).
Esiste un solo centro abitato stabilmente, Chora, costruito sui fianchi di una collina sulla cui cima si trovano le rovine di un castello veneziano. Chora ha un aspetto cicladico con bianche case e stretti vicoli. Una strada di due km la collega allo scalo di Agios Nikolaos, in una baia della costa sud dove attraccano le navi dal Pireo. Lo scalo di Agios Nikolaos è abitato solo nei mesi estivi. Sulla costa orientale dell'isola si trova il villaggio di Kastelli, anch'esso abitato nei soli mesi estivi con rovine nei suoi dintorni di epoca ellenistica e romana. Sulla parte est dell'isola in località Katalimatsa, sono state trovate le rovine di un antico porto.